# Tang Shan
Tang Shan (kinesiska: 汤山) är ett berg i Kina. Det ligger i provinsen Jiangsu, i den östra delen av landet, omkring 23 kilometer öster om provinshuvudstaden Nanjing. Toppen på Tang Shan är 128 meter över havet.
Runt Tang Shan är det mycket tätbefolkat, med 1 956 invånare per kvadratkilometer. Närmaste större samhälle är Baohua, 10,2 km norr om Tang Shan. Trakten runt Tang Shan består till största delen av jordbruksmark.
Genomsnittlig årsnederbörd är 1 277 millimeter. Den regnigaste månaden är juli, med i genomsnitt 262 mm nederbörd, och den torraste är december, med 31 mm nederbörd.